# Ischioloncha columbiana
Espèce
Ischioloncha columbiana est une espèce de coléoptères de la famille des Cerambycidae. Elle est décrite par Breuning en 1956.